# Saint-Mamert-du-Gard
Saint-Mamert-du-Gard – miejscowość i gmina we Francji, w regionie Oksytania, w departamencie Gard. Nazwa miejscowości pochodzi od imienia św. Mamerta.
Według danych na rok 1990 gminę zamieszkiwało 887 osób, a gęstość zaludnienia wynosiła 62 osoby/km² (wśród 1545 gmin Langwedocji-Roussillon Saint-Mamert-du-Gard plasuje się na 376. miejscu pod względem liczby ludności, natomiast pod względem powierzchni na miejscu 558).